# Даннен, Фанни ван
Фанни ван Даннен (Funny van Dannen; род. 10 марта 1958, Тюддерн) — немецкий бард, писатель и живописец нидерландского происхождения.

## Биография
Фанни фан Даннен родился в нидерландской семье. Его родной язык — лимбургский диалект.
В 1978 году, за три месяца до выдачи аттестата зрелости, Ван Даннен бросил школу и переехал в Берлин. Там он был участником различных групп, игравших джаз и панк-рок,  и выставлял с 1980 года свои картины, намереваясь стать художником. С 1987, Ван Даннен выступает на сцене с песнями под гитару с собственным текстами на немецком языке. В 1988 он стал сооснователем коллектива Lassie Singers, который через несколько месяцев покинул. В последующие годы, Ван Даннен зарабатывал на жизнь, читая свои рассказы в кабаках. В 1991 издательство Warnke & Maas выпустило небольшим тиражом его книгу «Spurt ins Glück», написанную в соавторстве с Эрихом Маасом.
Широкое признание его достижений как живописца пока ещё не состоялось.

## Творчество
Первый сольный альбом Ван Даннена, Clubsongs, вышел в 1995 году под лейблом Trikont, и представлял собой живую запись концерта в гамбургском клубе Goldenpudel. В этот альбом вошли такие "знаковые" для Ван Даннена песни, как Nana Mouscouri (посвящение известной греческой певице Нане Мускури), Als Willy Brandt Bundeskanzler war, Komm Meditier mit mir и другие.
Мир, в котором обитают герои песен фан Даннена реален и узнаваем - в различных проявлениях, это быт немецкого горожанина среднего возраста, его образ жизни, поступки и эмоции. При этом, тексты песен очень часто иронически-абсурдны: так, например, в песне "Тысяча вещей" (1000 Dinge) волей автора оживляются канцелярские принадлежности в офисе, причем отношения между ними вполне узнаваемы: кнопка, забитая в стену кабинета, терпеть не может фотографию, которая на этой кнопке висит; хлебный нож-пацифист вынужден регулярно резать батоны, и т.д. Герой другой песни немедленно отдает найденный клад мошеннице в поезде, поверив в то, что она -  кузина Владимира Путина.
Однако, творчество Ван Даннена не ограничивается только иронией и абсурдом. В таких песнях, как "Помедитируй со мной" (Meditier mit Mir), "К чему молиться" (Wozu noch beten) или "Все продано" (Alle ist verkauft) действительность столь же реальна, сколь и неприглядна. "Подруги" (Freudinnen) и "Красные туфли" (Rote Schuhe) напротив, глубоко лиричны.
Фан Даннен аранжирует свои песни пользуясь лишь акустической гитарой и иногда губной гармошкой. Частично можно его творчество отнести к шансону. В студийных альбомах Herzscheiße и Nebelmaschine ему аккомпанировал Петер Пихлер из No-Goods-Band.
Группа "Тотен Хозен" Die Toten Hosen неоднократно записывала песни Ван Даннена в собственной аранжировке. Так, в альбом Unsterblich (1999) вошла песня Ван Даннена "Lesbische, Schwarze, Behinderte". Несколько песен Ван Даннен сочинил совместно с солистом Тотен Хозен, Кампини.

## Публикации

### Дискография
- 1995: Clubsongs
- 1996: Basics
- 1997: Info3
- 1998: Uruguay
- 2000: Melody Star
- 2002: Groooveman
- 2003: Herzscheiße
- 2005: Nebelmaschine (D #90)
- 2005: Neues von Gott (Hörbuch)
- 2005: Authentic Trip
- 2007: Zurück im Paradies (Hörbuch)
- 2007: Trotzdem Danke (D #69)
- 2009: Saharasand (D #72)

### Книги
- 1991: Spurt ins Glück, Verlag Warnke & Maas, Berlin, ISBN 3-910165-02-8,
- 1993: Jubel des Lebens, Verlag Warnke & Maas, Berlin, ISBN 3-929010-17-8
- 1996: Am Wegesrand, Verlag Karin Kramer, Berlin, ISBN 3-87956-226-1, Neuveröffentlichung 2007 im Heyne-Verlag
- 1996: Komm in meine Arme, Verlag Antje Kunstmann, München, ISBN 3-88897-205-1
- 1997: Der Tag als Rosi kam, Verlag Antje Kunstmann, München, ISBN 3-88897-178-0, enthält Spurt ins Glück und Jubel des Lebens
- 2004: Neues von Gott, Verlag Antje Kunstmann, München, ISBN 3-88897-372-4, Autorenlesung auf CD
- 2007: Zurück im Paradies, Verlag Antje Kunstmann, München, ISBN 978-3-88897-466-3, Autorenlesung auf CD ISBN 978-3-88897-474-8